# Patrick Duffy
Patrick G. Duffy (* 17. března 1949 Townsend) je americký televizní herec a režisér. K jeho nejznámějším rolím patří Bobby Ewing v seriálu stanice CBS Dallas a Frank Lambert v seriálu stanice ABC v sitcomu Krok za krokem.
V roce 1976 Duffy dostal roli Marka Harrise v seriálu Muž z Atlantidy. Po zrušení seriálu se dostal k roli Bobbyho Ewinga v Dallasu. V seriálu setrval do roku 1991 s výjimkou let 1985-1986. V roce 1991 mu byla nabídnuta role otce rodiny Franka Lamberta v seriálu Krok za krokem, kde mu byla jako filmová manželka Carol Foster, kterou hrála Suzanne Somersová.

## Filmografie

### Film
| Rok  | Film                            | Role             | Poznámky                     |
| ---- | ------------------------------- | ---------------- | ---------------------------- |
| 1984 | Vamping                         | Harry Baranski   |                              |
| 1998 | Rusty                           | Cap, pes (hlas)  |                              |
| 2007 | Neuvěřitelný život rockera Coxe | Sám sebe         | cameo (neuveden v titulcích) |
| 2008 | He's Such a Girl                | Whitney otec     |                              |
| 2010 | Zase ona!                       | Ritchie Phillips |                              |

### Televize
| Rok             | Film                                                            | Role                                     | Poznámky                        |
| --------------- | --------------------------------------------------------------- | ---------------------------------------- | ------------------------------- |
| 1974            | The Stranger Who Looks Like Me                                  | Adoptee #3                               | TV film (ABC)                   |
| 1974            | Větrná smršť                                                    | Jim                                      | TV film (ABC)                   |
| 1976            | Switch                                                          |                                          | díl: „The Walking Bomb“         |
| 1976            | The Last of Mrs. Lincoln                                        | Lewis Baker                              | TV film                         |
| 1977–1978       | Man from Atlantis                                               | Mark Harris                              | hlavní role, 17 dílů            |
| 1978–1991       | Dallas                                                          | Bobby Ewing                              | hlavní role, 326 dílů           |
| 1979, 1981–1982 | Knots Landing                                                   | Bobby Ewing                              | 3 díly                          |
| 1980            | Charlieho andílci                                               | William Cord                             | 2 díly                          |
| 1980            | Enola Gay: The Men, the Mission, the Atomic Bomb                | Paul Tibbets                             | TV film (NBC)                   |
| 1981            | The Love Boat                                                   | Ralph Sutton                             | 2 díly                          |
| 1982            | Cry for the Strangers                                           | Dr. Brad Russell                         | TV film (CBS)                   |
| 1983            | Auf los geht's los                                              | Singer                                   | díl „Nachthemdfolge“            |
| 1985            | From Here to Maternity                                          | Henderson                                | TV film                         |
| 1985            | Hotel                                                           | Richard Martin                           | díl: „Missing Pieces“           |
| 1985            | George Burns Comedy Week                                        |                                          | díl: „Dream, Dream, Dream“      |
| 1985            | Alenka v říši divů                                              | Goat                                     | TV film (CBS)                   |
| 1986            | Strong Medicine                                                 | Dr. Andrew Jordan                        | TV film                         |
| 1986            | Captain Eo Grand Opening                                        | Host                                     | TV speciál (NBC)                |
| 1987            | Our House                                                       | Johnny Witherspoon                       | díl: „Candles and Shadows“      |
| 1988            | Napřed láska a pak škola                                        |                                          | TV film (ABC)                   |
| 1988            | Unholy Matrimony                                                | John Dillman                             | TV film (CBS)                   |
| 1988            | Vražedné svádění                                                | Richard Harland                          | TV film (NBC)                   |
| 1990            | Vražda na dobírku                                               | Steve Murtaugh                           | TV film (NBC)                   |
| 1990            | Děti nevěsty                                                    | John                                     | TV film (CBS)                   |
| 1991            | Danielle Steel: Táta                                            | Oliver Watson                            | TV film (NBC)                   |
| 1991–1998       | Krok za krokem                                                  | Frank Lambert                            | hlavní role, 160 dílů           |
| 1994            | Texas                                                           | Stephen Austin                           | TV film (ABC)                   |
| 1996            | The Hunchback of Notre Dame Festival of Fun Musical Spectacular | Moderátor                                | TV speciál                      |
| 1996            | Dallas: J.R. se vrací                                           | Bobby Ewing                              | TV film (CBS)                   |
| 1997            | Srdce v ohni                                                    | Max Tucker                               | TV film (CBS)                   |
| 1998            | Dallas: Válka Ewingů                                            | Bobby Ewing                              | TV film (CBS)                   |
| 1998            | Diagnóza vražda                                                 | Wayde Garrett                            | díl: „Till Death Do Us Part“    |
| 1999            | Dead Man's Gun                                                  | Lyman Gage                               | díl: „The Womanizer“            |
| 1999            | Nedívej se za sebe                                              | Jeff Corrigan                            | TV film (FOX)                   |
| 1999            | Twice in a Lifetime                                             | Peter Hogan                              | díl: „A Match Made in Heaven“   |
| 1999 2001       | Griffinovi                                                      | Bobby Ewing/ Jack/Salesman/Učitel (hlas) | 2 díly                          |
| 2000            | The Secret Adventures of Jules Verne                            | Angelo Rimini                            | díl: „Rockets of the Dead“      |
| 2000            | Nejlepší hra                                                    | trenér Bobby Geiser                      | TV film (Disney Channel)        |
| 2002            | Liga spravedlivých                                              | Steve Trevor (hlas)                      | 3 díly                          |
| 2003            | Touched by an Angel                                             | Mike                                     | 2 díly                          |
| 2004            | Deník zasloužilé matky                                          | Dr. Joe Baker                            | díl: „Párová terapie“           |
| 2006            | Dallas Reunion: The Return to Southfork                         | Sám sebe                                 | TV speciál                      |
| 2006            | Opuštěný kaňon                                                  | Sheriff Tomas 'Swede' Lundstrom          | TV film (Hallmark)              |
| 2006            | Zamilovaní sousedé                                              | James Connolly                           | TV film (Hallmark)              |
| 2006–2011       | Báječní a bohatí                                                | Stephen Logan                            | hlavní role, 165 dílů           |
| 2008            | Bingo America                                                   | Sám sebe/moderátor                       |                                 |
| 2009            | Na křídlech lásky                                               | starosta Evans                           | TV film                         |
| 2010            | Dělat zázraky                                                   | strýček Norman                           | TV film                         |
| 2010            | Párty na klíč                                                   | Sám sebe                                 | cameo                           |
| 2012–2014       | Dallas                                                          | Bobby Ewing                              | hlavní role, 40 dílů            |
| 2012            | Lovin' Lakin                                                    | Sám sebe                                 | 3 díly                          |
| 2014–2015       | Welcome to Sweden                                               | Wayne Evans                              | 4 díly                          |
| 2015            | The Fosters                                                     | Robert Quinn, Sr.                        | díl: „The End of the Beginning“ |
| 2017            | The Christmas Cure                                              | Bruce Turner                             | TV film                         |

## Ocenění a nominace
Bambi Awards
- 1987: Vyhrál

Soap Opera Digest Awards
- 1985: Vyhrál, "Outstanding Lead Actor in a Prime Time Serial" - Dallas
- 1988: Nominován, "Outstanding Lead Actor in a Prime Time Serial" - Dallas
- 1988: Nominován, "Favorite Super Couple in a Prime Time Serial - Dallas (společně s Victorií Principal)
- 1990: Nominován, "Outstanding Lead Actor in a Prime Time Serial" - Dallas
- 1992: Nominován, "Outstanding Lead Actor in a Prime Time Serial" - Dallas

TV Land Awards
- 2006: Vyhrál, "Pop Culture Award" - Dallas (obsazení členové)